# Melanie Paschke
Melanie Paschke (* 29. Juni 1970 in Braunschweig) ist eine ehemalige deutsche Leichtathletin.

## Karriere
Ihre Disziplinen waren der 100-Meter-Lauf, 200-Meter-Lauf und die 4-mal-100-Meter-Staffel. Von 1984 bis 1995 startete sie für die LG Braunschweig (MTV Braunschweig), 1996 erfolgte ein Wechsel zum TV Wattenscheid 01.
Bei einer Größe von 1,68 m hatte sie ein Wettkampfgewicht von 54 kg. 2003 beendete sie ihre Karriere.

### Internationale Erfolge
Bei den Olympischen Spielen 1996 in Atlanta verpasste sie sowohl über 100 als auch über 200 Meter den Einzug ins Finale. Nach einer Babypause (2000 wurde ihre erste Tochter geboren) gelang ihr ein Comeback, und sie gewann mit der deutschen Staffel Gold bei den Weltmeisterschaften 2001 in Edmonton.

## Privates
Ihr Lebensgefährte ist der ehemalige Dreispringer André Ernst, der auch als ihr Trainer wirkte. Mit ihm zusammen hat sie zwei Töchter, lebt nun in Bochum und betreut Kinder- und Jugendleichtathletikgruppen.

## Erfolge
| Jahr | Sportliche Erfolge |
| ---- | --- |
| 1993 | - Deutsche Meisterin (100 m) - Deutsche Hallenmeisterin (60 m) |
| 1994 | - Deutsche Meisterin (100 m) - Deutsche Hallenmeisterin (60 m) - Europameisterin (4 × 100-m-Staffel) - Europameisterschaften – Dritte (100 m) - Halleneuropameisterschaften – Zweite (60 m) - Europacup – Dritte - Weltcup – Zweite                                                                               |
| 1995 | - Deutsche Meisterin (100 m) - Deutsche Hallenmeisterin (60 m) - Deutsche Hallenmeisterin (200 m) - Hallenweltmeisterschaften – Zweite (60 m) - Europacup – Siegerin - Universiade – Siegerin - Weltmeisterschaften – Dritte (4 × 100-m-Staffel)                                                                  |
| 1996 | - Deutsche Meisterin (100 m) - Deutsche Hallenmeisterin (60 m) - Deutsche Hallenmeisterin (200 m) - Europacup – Zweite |
| 1997 | - Deutsche Meisterschaften – Zweite (100 m) |
| 1998 | - Deutsche Meisterschaften – Zweite (100 m) - Deutsche Hallenmeisterin (60 m) - Deutsche Hallenmeisterin (200 m) - Halleneuropameisterin (60 m) - Europameisterschaften – Dritte (200 m) - Halleneuropameisterschaften – Zweite (200 m) - Europacup – Dritte - Europameisterschaften – Zweite (4 × 100-m-Staffel) |
| 2001 | - Deutsche Meisterschaften – Zweite (100 m) - Deutsche Hallenmeisterschaften – Dritte - Weltmeisterin mit der 4-mal-100-Meter-Staffel |
| 2002 | - Deutsche Meisterschaften – Dritte (100 m) - Deutsche Hallenmeisterin (60 m) - Europameisterschaften – Zweite mit der Staffel |
| 2003 | - Deutsche Meisterin (100 m) - Deutsche Meisterschaften – Zweite (200 m) |